# Der Nippel
Der Nippel ist ein Lied von Mike Krüger. Es wurde als Single aus dem gleichnamigen Album aus dem Jahr 1980 ausgekoppelt. Krüger belegte mit dem Stück erstmals Platz eins der Charts in Deutschland und Österreich.

## Entstehung und Inhalt
Das Lied wurde von Krüger selbst geschrieben und produziert. Der Pop-/Schlager-/Comedy-Song wird ausschließlich mit einer Akustikgitarre begleitet. Der Songtext nimmt unsinnige Gebrauchs- und Bedienungsanleitungen sowie „Verpackungswahn“ in Zeiten zunehmender Automatisierung und in der Konsumgesellschaft aufs Korn. Der Protagonist versucht in den Strophen nacheinander eine Senftube zu öffnen und an einer Autobahnraststätte den Kaffeeautomaten zu bedienen, bekommt als Gebrauchsanleitung jedoch jeweils (sinngemäß) präsentiert:

„Sie müssen nur den Nippel durch die Lasche zieh’n

und mit der kleinen Kurbel ganz nach oben dreh’n

da erscheint sofort ein Pfeil

und da drücken Sie dann drauf

und schon geht die Tube auf!“

Bei den folgenden Versen, als die Hauptfigur den Doktor bei der Blinddarmoperation anweist, doch den Nippel durch die Lasche zu ziehen, sowie den BH der Freundin öffnen will, kommt zudem eine anzügliche Konnotation des Wortes Nippel hinzu. Schließlich springt er aus einem abstürzenden Flugzeug, jedoch schafft er es wegen der umständlichen Anleitung nicht mehr rechtzeitig, den Fallschirm zu öffnen. Dadurch kommt er in der letzten Strophe am Himmelstor an, an dem jedoch wiederum die gleiche Anleitung zu lesen ist.
Krüger hatte die Idee zum Lied, nachdem er beim Öffnen einer Senftube einen Freund versehentlich beschmutzt hatte. Er testete den Song bei einer Gala in Darmstadt vor 1500 Friseuren. „Ich dachte: Wenn jemand alle schlechten Witze kennt, dann Friseure“, sagte er später, „und wenn die den Song lustig fanden, dann war er lustig. Sie standen auf den Bänken.“

## Veröffentlichung und Rezeption
Die Single erschien im März 1980 bei EMI. Auf der B-Seite war der Titel Wir trinken wenig enthalten. Die Singleversion war einem Auftritt Krügers im Saalbau Witten aus dem Januar des Jahres entnommen, der auch auf dem gleichnamigen Album enthalten war. Der Nippel erschien außerdem auf zahlreichen Kompilationsalben. Der Song erreichte Platz eins der deutschen Singlecharts und war vom 26. Mai bis 29. Juni 1980 fünf Wochen dort platziert, insgesamt war er 26 Chartwochen notiert. In Österreich erreichte er ebenfalls Platz eins (18 Chartwochen) und in der Schweiz Platz drei (neun Chartwochen).
In der ZDF-Hitparade führte Mike Krüger das Lied am 19. Mai 1980 auf, konnte sich jedoch nicht unter den ersten drei platzieren. Dennoch spielte er ihn in der Super-Hitparade – Schlager, die man nicht vergißt am 27. Oktober 1983 erneut. Hier sprang er für Hoffmann & Hoffmann ein, die sich kurz zuvor getrennt hatten.
Der Spiegel bezeichnete Der Nippel bereits im Sommer 1980 als „Schlager der Saison“ und zitiert die Anekdote, dass eine Stewardess die deutsche Fußballnationalmannschaft nach dem Gewinn der Fußball-EM 1980 mit dem Refraintext in die Benutzung der Schwimmwesten und Sauerstoffmasken einwies, worauf die gesamte Mannschaft das Lied auf dem Flug sang. „Mit diesem Refrain, der immer wieder die Schilderung von Ungeschicklichkeiten und kleinen Alltags-Desastern krönt, traf Krüger zwei Seelen in der Brust des Deutschen: das katastrophengeplagte HB-Männchen und den Schweinigel.“ Das Magazin sprach aufgrund ähnlicher Titel zu der Zeit von der „Nippelierung des musikalischen Unterhaltungswesens der Bundesrepublik“.
37 Jahre später stellte Anne Weiss ebenfalls im Spiegel den Kontext mit anderen Komikern dieser Zeit wie Otto Waalkes, Didi Hallervorden, Karl Dall oder Jürgen von der Lippe her: Deren „neuen deutschen Blödeltexte crashten auch mitten in eine heile Schlagerwelt“, ähnlich wie zur gleichen Zeit die Neue Deutsche Welle. Weiss schrieb: „Der Nippel entwickelte sich in den Achtzigerjahren zu einer Art Nationalhymne, wie der Spiegel 1983 einräumte, und der Refrain wurde zur ständig zitierten Redewendung: Wenn jemand mal wieder irgendwas nicht geschafft hatte, witzelten wir in Familie und Freundeskreis oft, er müsse halt nur den Nippel durch die Lasche ziehen.“
2024 dichtete Mike Krüger sein Lied unter Beibehaltung der ursprünglichen Melodie unter dem Titel Der Plastikdeckel-Nippel um. Anlass war die heftig debattierte EU-Regel, nach der seit Juli 2024 alle PET-Einweg-Plastikflaschen bis drei Liter einen fest verbundenen Verschlussdeckel haben müssen.
| ChartsChartplatzierungen | Höchstplatzierung | Wochen |
| ------------------------ | ----------------- | ------ |
| Deutschland (GfK)        | 1 (26 Wo.)        | 26     |
| Österreich (Ö3)          | 1 (18 Wo.)        | 18     |
| Schweiz (IFPI)           | 3 (9 Wo.)         | 9      |